# Armand Duvieusart
Armand François Leopold Marie Duvieusart (Goesnes of Bahia, Brazilië, 1 mei 1867 - Frasnes-lez-Gosselies, 15 november 1951) was een Belgisch volksvertegenwoordiger en burgemeester.

## Levensloop
Hij was de oudste van de acht kinderen van Armand Duvieusart (1830-1929), burgemeester van Villers-la-Ville, en van Maria de Fernelmont (1846-1903). Hij trouwde met Maria Bomal (1877-1931). Ze hadden vier kinderen, onder wie eerste minister Jean Duvieusart.
Hij werd notaris en gemeentemandataris in Frasnes-lez-Gosselies: gemeenteraadslid (1895-1926), schepen (1895-1904) en burgemeester (1907-1921).
In januari 1929 volgde hij de overleden Maurice Pirmez op als katholiek volksvertegenwoordiger voor het arrondissement Charleroi. Dit mandaat was van heel korte duur, want bij de wetgevende verkiezingen van 29 mei daaropvolgend was Duvieusart geen kandidaat meer.